# دايفيد فولدهزي
دايفيد فولدهزي (بالمجرية: Földházi Dávid)‏ (مواليد 6 يناير 1995) هو سبّاح مجري، مثّل بلاده في الألعاب الأولمبية الصيفية 2016.

## روابط خارجية
دايفيد فولدهزي على موقع الاتحاد الدولي للسباحة (الإنجليزية)
- دايفيد فولدهزي على موقع أوليمبيديا (الإنجليزية)